# Aidan Miner
Aidan Miner (* 29. Mai 2002 in Los Angeles) ist ein US-amerikanischer Kinderdarsteller.

## Leben
Miner wuchs mit seinem Bruder und seiner Schwester in Los Angeles auf. 2011 hatte er einen Gastauftritt als Ronnie aus der Serie The Secret Life of the American Teenager. Internationale Bekanntheit erlangte er mit der Rolle des Lawrence aus der Nickelodeon-Fernsehserie School of Rock.

## Filmographie
- 2011: The Secret Life of the American Teenager
- 2016–2018: School of Rock